# IShowSpeed
Дерен Воткинс Џр. (енгл. Darren Watkins Jr.; 21. јануар 2005) познатији по свом интернет псеудониму АјШоуСпид (енгл. IShowSpeed), или једноставно Спид (енгл. Speed) је амерички јутјубер (енгл. YouTuber), стример (енгл. Streamer), репер, и интернет личност (енгл. internet personality). Познат је по својим разноврсним преносима уживо (енгл. livestreams) у којима обично игра игрице међу којима су Роблокс (енгл. Roblox), Фортнајт (енгл. Fortnite) и ФИФА (енгл. FIFA). Воткинс је познат по свом неретко шокирајућем понашању на преносима уживо (енгл. livestreams). То понашање му је помогло да задобије велики број пратилаца (енгл. Followers), велику пажњу, па је и на мети многобројних контроверза.
Рођен и одрастао у Синсинати, Охајо (енгл. Cincinnati, Ohio), Воткинс је свој канал „АјШоуСпид (енгл. IShowSpeed)” регистровао у 2017, где је примарно постављао видео записе на којиме игра видео игре. Од 2021. до 2022, добијо је значајну популарност због сачуваних видео-клипова из његових преноса уживо, који су се делили (енгл. Share) по друштвеним мрежама. У 2022. години, Добио је награду Брејкаут Стример Године (енгл. Breakout Streamer of the Year) на 12. Стрими Авордс (енгл. 12th Streamy Awards).

## Младост
Дерен Воткинс Џр. (енгл. Darren Watkins Jr.) је рођен 21. јануара 2005. године у Синсинати, Охајо (енгл. Cincinnati, Ohio).
Прикључио се Јутјубу (енгл. YouTube) у 2016. години, када је по некад постављао видео записе на којима игра видео игре. Негде око децембра 2017. године, Воткинс је почео да снима уживо (енгл. livestreaming) и да поставља видео записе на којима игра игрице попут НБА 2К (енгл. NBA 2K) и Фортнајт (енгл. Fortnite), али му је просек гледаности био само 2 особе, субскрајбера (енгл. subscribers), по преносу уживо. Међутим, бројка се повећава у периоду од пар месеци, где је достигао и бројку од 100 хиљада субскрајбера (енгл. subscribers) у априлу 2021. године, 1 милион у јуну 2021. године и 10 милиона у јулу 2022. године.

## Каријера

### Инфлуенсерска каријера
Воткинс је почео да снима уживо (енгл. streaming) у 2019. Истакао се у 2021. години након што су његови фанови почели да шире видео клипове, исечке, његових снимака уживо по популарној друштвеној мрежи Тик Ток (енгл. Tik Tok) о његовом често насилном понашању током снимања видео игара. Могло је да се примети да је често насилан био према играчима тих видео игара, према видео игри, па чак и према камери. То је довело до тога да задобије огромну популарност и да постане мим (енгл. meme). Његови изливи емоција резултовали су трајне рестрикције од стране Твича (платформа за стримовање) (енгл. Twitch) и од стране видео игре Валорант (енгл. Valorant). Котаку (енгл. Kotaku) је описао Воткинса као „једног од највећих и најбрже растућих стримера” на Јутјубу. Игрица која се истакла и која је много утицала на раст његове популарности је Толкинг Бен (енгл. Talking Ben). Воткинсово снимање те игрице је заслужно за новоостварену популарност исте игрице. Та игрица је постала најпродаванија игрица на Ап Стору (енгл. App Store) деценију после њеног изласка на тржиште.
У јулу 2022. године, Воткинс је запалио Пикачу (енгл. Pikachu) ватромет у својој соби и тиме за мало запалио собу. У августу 2022, специјалне криминалистичке јединице (СВАТ)(енгл. SWAT) ушле су му у резиденцију док је преносио уживо, официри су му ставили лисице на руке и Воткинсов камерман је морао да угаси пренос. Воткинс је изјавио да је био превезен у затвор и да је Ејдин Рос (енгл. Adin Ross) морао да плати кауцију. Вратио се стримовању 11. августа исте године. Такође у августу одлучио је и покушао да вара на тесту „Уједињене нације и Светска Економија (енгл. United Stated and Global Economics)” у Охајо Диџитал Лрнинг Скул (енгл. Ohio Digital Learning School) тако што је питао своје гледаоце да му дају одговоре на квизу. Његови гледаоци су искористили шансу и намерно су му рекли нетачне одговоре, што је резултовало 0 тачних одговора од 10 питања на тесту.
У септембру 2022, играо је Сајдмен (енгл. Sidemen) хуманитарну фудбалску утакмицу (енгл. Charity Football Match). Током меча, исфрустриран због тога што је судија тог меча Марк Клатенбург (енгл. Mark Clattenburg), свирао офсајд (енгл. offside). Спид је притрчао судији и почео је да га бичује са мајицом коју је скинуо док је прослављао, што је резултовало жутим картоном за Спида.
После, током меча, један од навијача улетео је на терен и притрчао АјШоуСпиду и држао је Месијев дрес (енгл. Messi), када је Спид тај дрес бацио на под. У новембру 2022. године, Амерички репер Лил Нас Екс (енгл. Lil Nas X) први пут се појавио на стриму (енгл. livestream). Тада се појавио на стриму АјШоуСпида.
У децембру 2022, освојио је Стрими Аворд (енгл. Streamy Award), у категорији „Брејкаут Стример (енгл. Breakout Streamer)” током 12. Стрими Авордс.
Кроз новембар и децембар 2022 године, Воткинс је посетио неколико фудбалских стадиона и покушао да гледа игру свог идола португалског фудбалера Кристијана Роналда (енгл. Cristiano Ronaldo) уживо. Воткинс је путовао до стадиона Олд Трафорд (енгл. Old Trafford), Крејвен Котиџ (енгл. Craven Cottage), и до много других стадиона у Катру (енгл. Qatar). Али, Роналдо није заиграо ни у једној од утакмица и Португалија (енгл. Portugal) је изгубила од Марока (енгл. Morocco)
У мају 2023. године, Воткинс је најавио ексклузивни стримерски уговор са платформом за дељење видео записа Рамбл (енгл. Rumble) у сарадњи са Каи Сенатом (енгл. Kai Cenat).

### Музичка каријера
У августу 2021. године, Воткинс је објавио свој први сингл „Дути Бути” (енгл Dooty Booty), на свом Јутјуб каналу. Песма је убрзо постала популарна на Јутјубу и на осталим друштвеним мрежама као што је Тик Ток. У новембру 2021, Воткинс је објавио још један сингл под насловом „Шејк” (енгл. Shake), која је семплована верзија песме „Реди ор Нат” (енгл. Ready or Not) чији је аутор хип хоп група Фјуџис (енгл. Fugees). Песма уз видео спот су задобиле преко 160 милиона прегледа на Јутјубу. У 2022, објавио је песму под називом „Роналдо (Сеуи) (енгл. Ronaldo (Sewey))”, пратећи своје новооткривено дивљење Кристијану Роналду . У новембру 2022. године, објавио је песму „Врлд Кап (енгл. World Cup)” у сарадњи са издавачком кућом Ворнер Рекордс (енгл. Warner Records) у част 2022. ФИФА Светском Првенству (енгл. 2022. FIFA World Cup).

## Контроверзе
У Децембру 2021, Воткинс је учествовао у онлајн упознавању (енгл. e-dating). Тај шоу је организовао Ејдин Рос (енгл. Adin Ross) преносио уживо. Размена речи између Воткинса и саговорника, у том тренутку, Еш Кеш (енгл. Ash Kash), резултовала је, широкој маси препознатом као, претња силовањем (енгл. rape threat). Воткинс је био други елиминисани и убрзо након испадања из шоуа, на брзину се вратио у Дискорд (енгл. Discord) позив и почео је да сексуално прети Еш Кеш, псовајући је. Воткинс је убрзо био избачен из Дискорд позива и Ејдин Рос се извињавао Еш Кеш због Воткинсовог понашања. Воткинс је након тога добио трајну рестрикцију на платформи Твич (енгл. Twitch). Како је објавио на Твитеру (енгл. Twitter), добио је трајну рестрикцију због  „сексуалне принуде или застрашивања“.
У априлу 2022. појавио се стари снимак Воткинса који игра Валорант у стриму уживо. У снимку, он каже играчици: „Изађи из јебене игре и опери суђе свог мужа.“ То је резултовало тиме да је један од продуцената игре, Сара Дадафшар (енгл. Sara Dadafshar), трајно забранила Ваткинсу улазак у игру Валорант и све друге наслове Риот Гејмса (енгл. Riot Games). Јутјуб глобални шеф креатора игара, Лестер Чен (енгл. Lester Chen), одговорио је на снимак, рекавши да је „на томе“. Воткинс се убрзо извинио за своје понашање, признао да је „погрешно“ и објаснио да је добио расистичке коментаре од других играча тог дана.
У јулу 2022. Воткинс је добио опомену због кршења смерница заједнице, као и једнонедељну забрану на Јутјубу након што је уживо стримовао његов лик како је у моду (енгл. mod) под називом „Џенис Мод (енгл. Jenny's Mod)“ у Мајнкрафту (енгл. Minecraft) орално задовољаван и то преносио преко 90 хиљада гледалаца. У почетку је цензурисао екран док се то дешавало, али га је случајно децензурисао, показујући како изражава сексуалну активност. Воткинс је касније тврдио да се неће враћати на Јутјуб.
У новембру 2022. године, Скaj Спортс (енгл. Sky Sports) је објавио да ће престати да га представља на својој платформи након појављивања прошлих мржња према женама и погрдних коментара које је дао Воткинс. Платформа је такође уклонила сав садржај са Воткинсом. Такође у новембру 2022., Воткинсови гледаоци су га оптужили да је промовисао наводну превару са криптовалутама (енгл. cryptocurrency) током промотивног стрима у којој је носио брендирану одећу из видео игре отвореног света са центром за криптовалуте.
У децембру 2022. Воткинс је изазвао контроверзу због свог понашања према кинеском гледаоцу Светског првенства у фудбалу 2022. у Катару, које су многи протумачили као расистичко. Током преноса уживо, пришао је човеку који је носио аргентински (енгл. Argentina) дрес да га испита. Видно збуњен, човек је прецизирао да не говори енглески, што је навело Воткинса да почне више пута да добацује „Коничива“, јапански поздрав, и почне да изговара звукове који подсећају на кантонски и мандарински језик. Када је снимак уживо почео да кружи интернетом, поставио је видео извињења на свој Твитер налог.

## Дискографија

### Синглови
| Име                                                  | Година | Најбоља позиција | Најбоља позиција        | Најбоља позиција      | Најбоља позиција          | Најбоља позиција | Албум                   |
| ---------------------------------------------------- | ------ | ---------------- | ----------------------- | --------------------- | ------------------------- | ---------------- | ----------------------- |
| Име                                                  | Година | ИРЕ (енгл. IRE)  | НЛД Тип (енгл. NLD Tip) | НЗ Хот (енгл. NZ Hot) | СaВЕ Хит (енгл. SWE Heat) | УК (енгл. UK)    | Нема синглова на албуму |
| „Дути Бути (енгл. Dooty Booty)”                      | 2021   | -                | -                       | -                     | -                         | -                | Нема синглова на албуму |
| „Шејк (енгл. Shake)”                                 | 2021   | -                | -                       | -                     | -                         | -                | Нема синглова на албуму |
| „Гад из гуд (енгл. God Is Good)”                     | 2022   | -                | -                       | -                     | -                         | -                | Нема синглова на албуму |
| „Роналдо (Сеуи)(енгл. Ronaldo (Sewey))”              | 2022   | -                | -                       | -                     | -                         | -                | Нема синглова на албуму |
| „Врлд Кап (енгл. World Cup)”                         | 2022   | 37               | 1                       | 29                    | 6                         | 52               | Нема синглова на албуму |
| „Догс (енгл. Dogs)” са Каи Сенатом (енгл. Kai Cenat) | 2023   | -                | -                       | -                     | -                         | -                | Нема синглова на албуму |

## Филмографија
| Година | Име                        | Уметник(ци)                                           | Улога      | Референца(е) |
| 2022   | „Лец Гоу (енгл. Let's Go)" | Тион Вејн са Аичем (енлг. Tion Wayne featuring Aitch) | Самог себе | [ 17 ]       |
| ------ | -------------------------- | ----------------------------------------------------- | ---------- | ------------ |

## Награде и номинације
| Година | Церемонија                           | Категорија       | Резултат  | Референце |
| ------ | ------------------------------------ | ---------------- | --------- | --------- |
| 2022   | Стрими Авордс (енгл. Streamy Awards) | Стример године   | Номинован | [ 18 ]    |
| 2022   | Стрими Авордс (енгл. Streamy Awards) | Брејкаут стример | Освојио   | [ 18 ]    |